# Gynoplistia (Gynoplistia) isolata
Gynoplistia (Gynoplistia) isolata is een tweevleugelige uit de familie steltmuggen (Limoniidae). De soort komt voor in het Australaziatisch gebied.